# Zwolse Courant

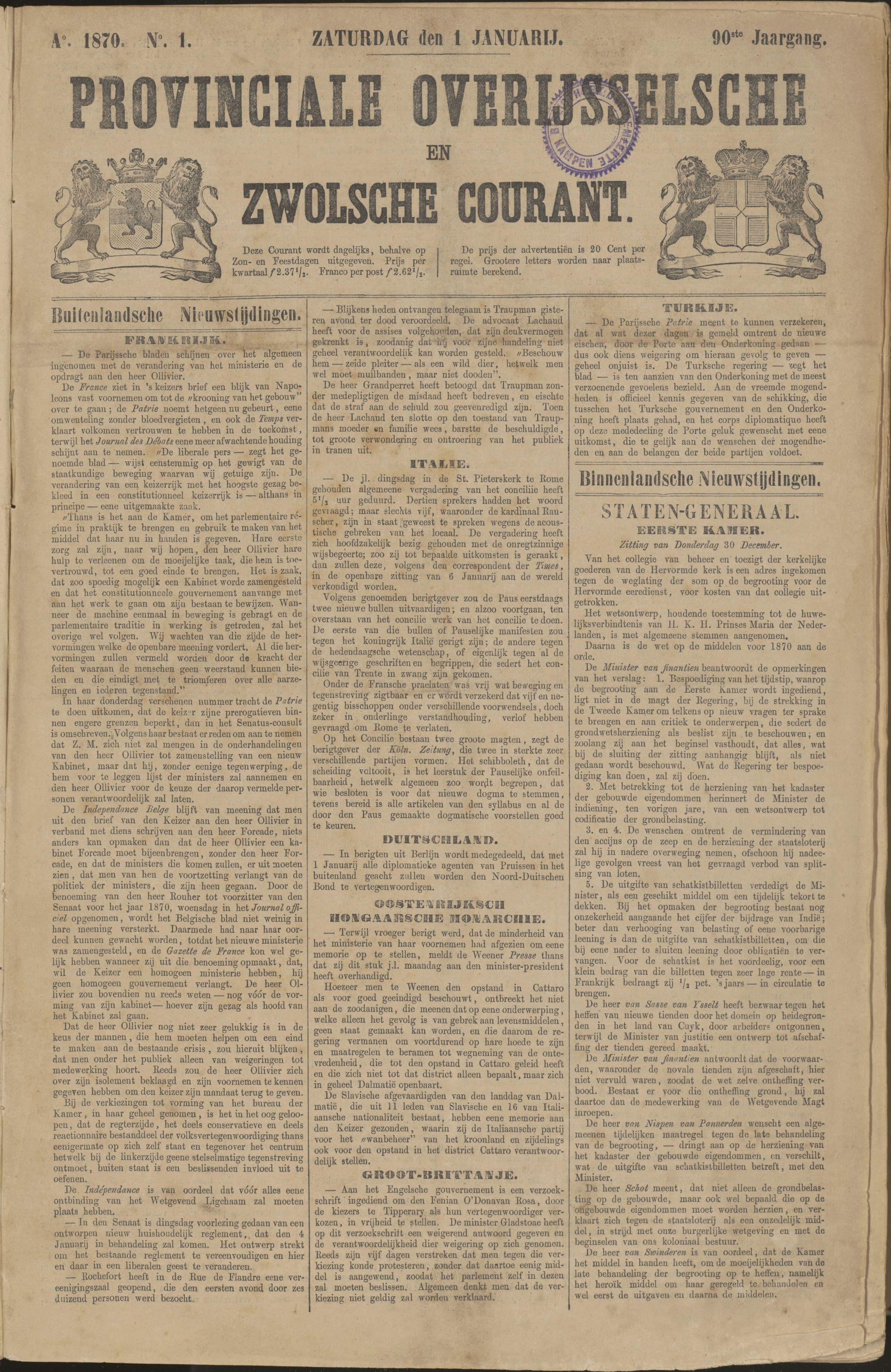
Voorblad van de Provinciale Overijsselsche en Zwolsche Courant, 1870

De Zwolse Courant was een Nederlands regionaal dagblad dat – aanvankelijk met een lagere verschijningsfrequentie en onder een andere titel – verscheen tussen 1790 en 2003.

## Geschiedenis
Op initiatief van boekhandelaar en boekdrukker Martinus Tijl (1738-1825) en zijn zoon Hendrikus Tijl (1768-1820) verscheen op 5 juni 1790 het eerste nummer van het Overijsselsch Weekblad, de oudste voorloper van de Zwolse Courant. In augustus 1790 ging het blad twee keer per week verschijnen onder de titel Overijsselsche Courant. Op 3 juni 1795 werd de naam gewijzigd in Zwolsche Courant. 
In 1811, 1812, 1813 en 1814 volgden nieuwe naamswijzigingen, tot op 1 april 1845 werd gekozen voor de titel Provinciale Overijsselsche en Zwolsche Courant. Op 1 juli 1859 werd de verschijningsfrequentie opgevoerd tot driemaal per week. Tien jaar later, op 1 juli 1869, begon de Provinciale Overijsselsche en Zwolsche Courant als dagblad te verschijnen. Een laatste naamswijziging volgde op 14 maart 1972, toen de titel werd ingekort tot Zwolse Courant.
Koninklijke Tijl B.V., de uitgever van de Zwolse Courant, werd in 1988 overgenomen door Wegener, die de krant in 2003 samenvoegde met een aantal andere regionale dagbladen onder de verzamelnaam de Stentor.

## Kopbladen
In de wijde omgeving van Zwolle verschenen in de loop der jaren diverse kopbladen van de Zwolse Courant. Het ging om onder meer:  
- Steenwijker Dagblad (1948-1973)
- ’t Nieuws voor Kampen (1949-1956)
- Nieuw Kamper Dagblad (1956-2003)
- Het Nieuwe Land (1954-1995)
- Lelystadsblad (1968-1983)
- Het Dagblad (1973-begin jaren '90)
- Het Noord-Oosten (1974-1986)
- Lelystads Dagblad (1983-1989)
- Dagblad Flevoland (1995-2003)

## Oplage
Zwolse Courant, inclusief kopbladen:
- 1968: 43.763
- 1977: 58.060
- 1978: 60.971
- 1983: 65.214
- 1988: 66.681
- 1990: 68.402
- 1993: 69.610
- 1997: 72.247
- 2001: 68.816

## Hoofdredacteuren
- 1920-1944: M.H. Werkman
- 1946-1961: J.C. de Wit
- 1961-1965: C.L. Menschaar
- 1965-1990: L. van Rij
- 1990-2001: J. Bartelds